# ستيف مور
ستيف مور (بالإنجليزية: Steve Moore)‏ (17 ديسمبر 1969 بتشستر في المملكة المتحدة - ) هو لاعب كرة قدم بريطاني في مركز الظهير. لعب مع نادي ريل ونادي تشستر سيتي.